# City Empiria

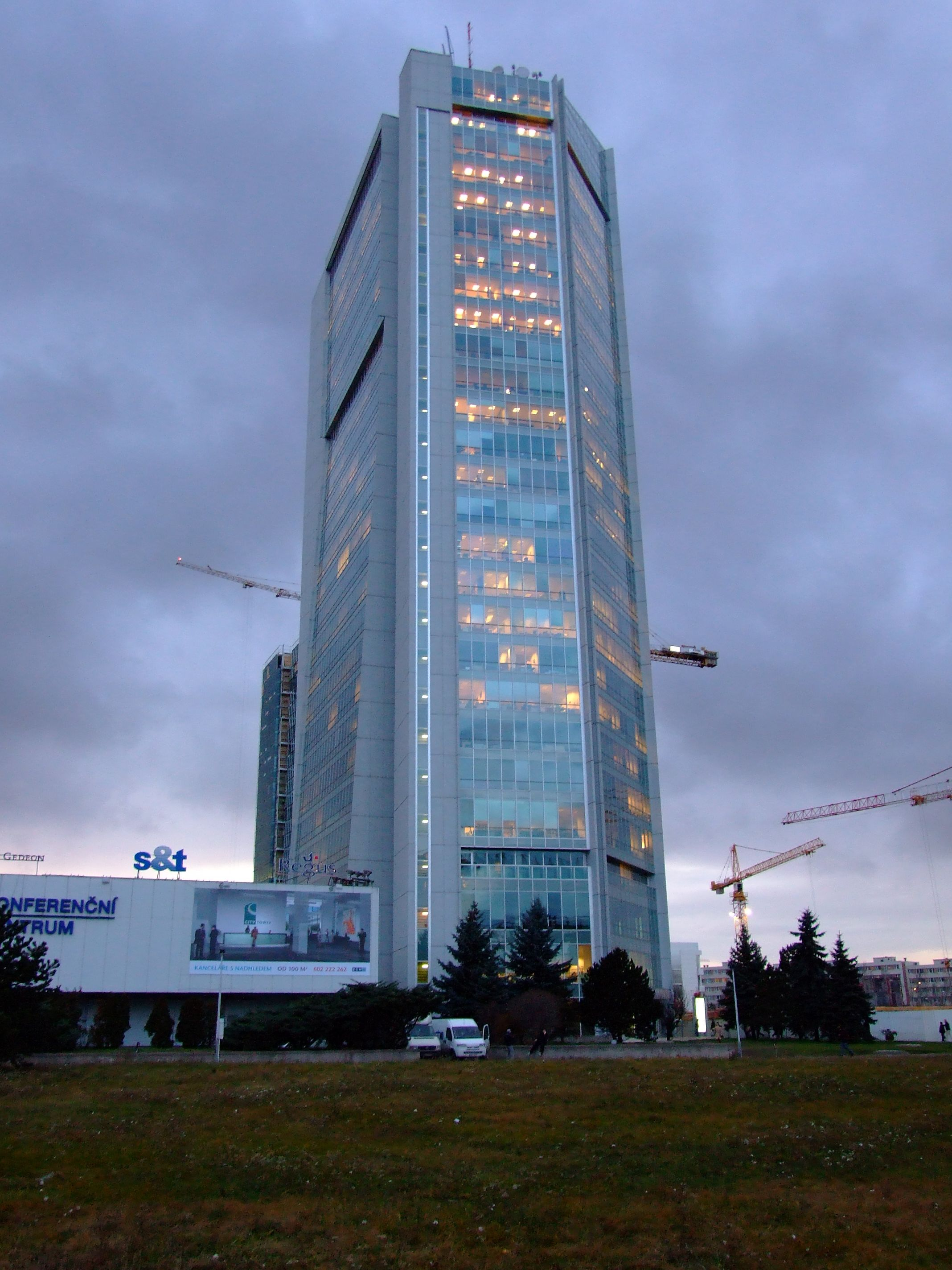
City Empiria

City Empiria – budynek w Pradze, obecnie (2010) to drugi pod względem wysokości budynek w Czechach. Budynek położony jest w pobliżu stacji metra Pankrác na granicy dzielnicy Nusle. Został zbudowany w latach 1975–1977 jako siedziba PZO Motokov, w 2001 r. kupił firmę ECM Real Estate Investments i rozpoczął odbudowę, która zakończyła się w 2005 roku. Budynek otrzymał nową nazwę, „City Empiria”. Budynek ma 27 pięter, 104 metrów wysokości i jest zarezerwowany dla administracji.
W maju 2010 r. budynek ECM z centrum konferencyjnym został sprzedany.